# Mauks László
Farkasfalvi Mauks László (Eperjes, 1827. január 3. –  Pozsony, 1895. október 19.) magyar királyi honvéd lovas-őrnagy, szabadságharcos, Mauks Ernő édesapja.

## Családja
A magyar nemes farkasfalvi Mauks család sarja. A család 1635-ben nyert címeres levelet II. Ferdinánd magyar királytól. Apja farkasfalvi Mauks László királyi kerületi táblai ülnök. 1876-ban kötött házasságot vágulyhelyi Hrabéczy Herminával aki édesanyja révén a Berzeviczy család leszármazottja,nagyanyjának testvére a híres mecénás Jankovich Miklós. Fia farkasfalvi Mauks Ernő író, költő, publicista, tanfelügyelő.

## Élete

### A szabadságharc előtt
Szülővárosában katolikus gimnáziumot végzett, később Kassán és Bécsben végezte tanulmányait. 1845-ben belépett a 4. sz. huszárezredbe, ahol 1847-ben már tizedesi rangot kapott.

### Az 1848/49-es forradalom és szabadságharc során
1848 őszén részt vett a Josip Jelačić elleni harcokban, októberben ezredével csatlakozott a honvédsereghez. 1849. január 9-én hadnagyi, június 16-án főhadnagyi rangra emelték. Görgei Artúr, majd  Poeltenberg Ernő alatt szolgált, az összes ütközetben részt vett. A hatvani csata során egy önkéntesekből álló huszárszakasszal bevette a magaslatot, a szőlőből az ellenséges vadászokat kiűzte, és két röppentyűt elvett tőlük. Ezen cselekedeteiért a  Magyar Katonai Érdemrend 3. osztályával tüntették ki. A Kápolnai csatában Verpelétnél egy lovasrohamban könnyebben megsebesült. 1849 májusában a 7. hadtestben hadosztály-segédnek nevezték ki. 1849. augusztus 1-én alszázadossá lépett elő.

### A szabadságharc után
A világosi fegyverletételt követően rangjától megfosztva sorozták be a 9. herceg Lichtenstein huszárezredbe. 1851-től már hadnagy, 1854-ben főhadnaggyá és ezred-segéddé nevezték ki. 1857-ben a hadsegéd testületbe mint 2. osztályú, 1859-ben mint 1. osztályú százados lett kinevezve. Ebben a minőségében a hadügyminisztérium katonai osztályában, valamint több katonai főparancsnokságnál dolgozott. 1863-ban mint századost osztották be a 8. Hessen-Cassel huszárezredbe. 1866. december 11-én ideiglenesen nyugalomba vonult. 1869 április 18-án magyar királyi honvéd lovas-őrnaggyá nevezték ki, és egyúttal a pozsonyi kerületbe osztották. 1872-ben ismét nyugalmazták, majd 1895. október 19-én hunyt el Pozsonyban.